# Stationsskrivare

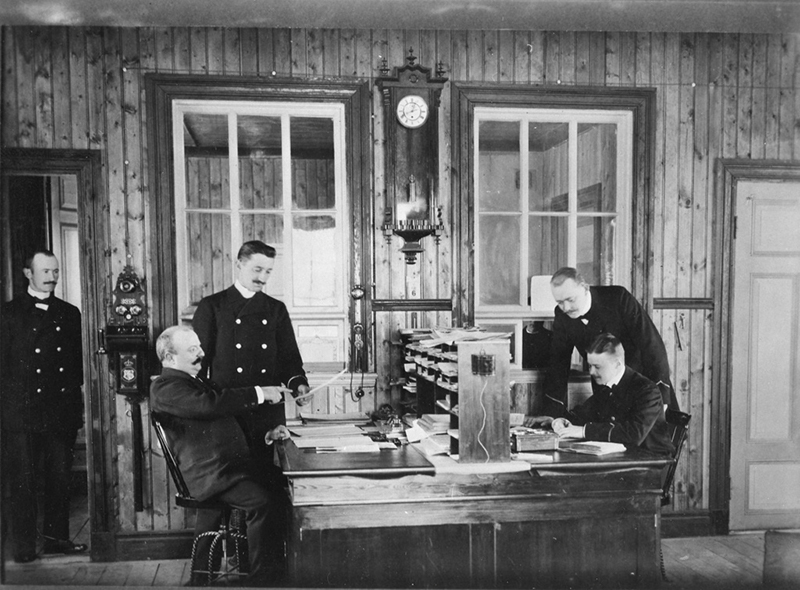
Fraktgodsexpeditionen i Ljusdal, 1905. Från vänster stationskarl Aston, förste stationsskrivare Hugo Sandberg, kontorsbiträde C Kling, stationsskrivarna O. Rogberg och E. Blomén (sittande).

Stationsskrivare var en tjänsteman vid en järnvägstrafikavdelning, som var underställd vederbörande stationsinspektor eller annan befälsperson vid en större järnvägsstation och var avsedd att inom någon tjänstegren vid stationen biträda dessa sina överordnade i expeditions- eller bangårdstjänsten.
För anställning som stationsskrivare vid Statens Järnvägar krävdes trafikelevkurs, vilken 1919 varade omkring 22 månader och omfattade provtjänstgöring (tre månader), telegrafkurs (två månader), teoretisk kurs vid Järnvägsskolan (fem månader) samt praktisk utbildningskurs (tolv månader).